# Mantidactylus noralottae
Mantidactylus noralottae es una especie de anfibios de la familia Mantellidae.
Es endémica de Madagascar, y solo se le ha visto en una única localización en el Parque nacional Isalo, a 996 m de altitud.